# Vierkirchenblick (Hannover)

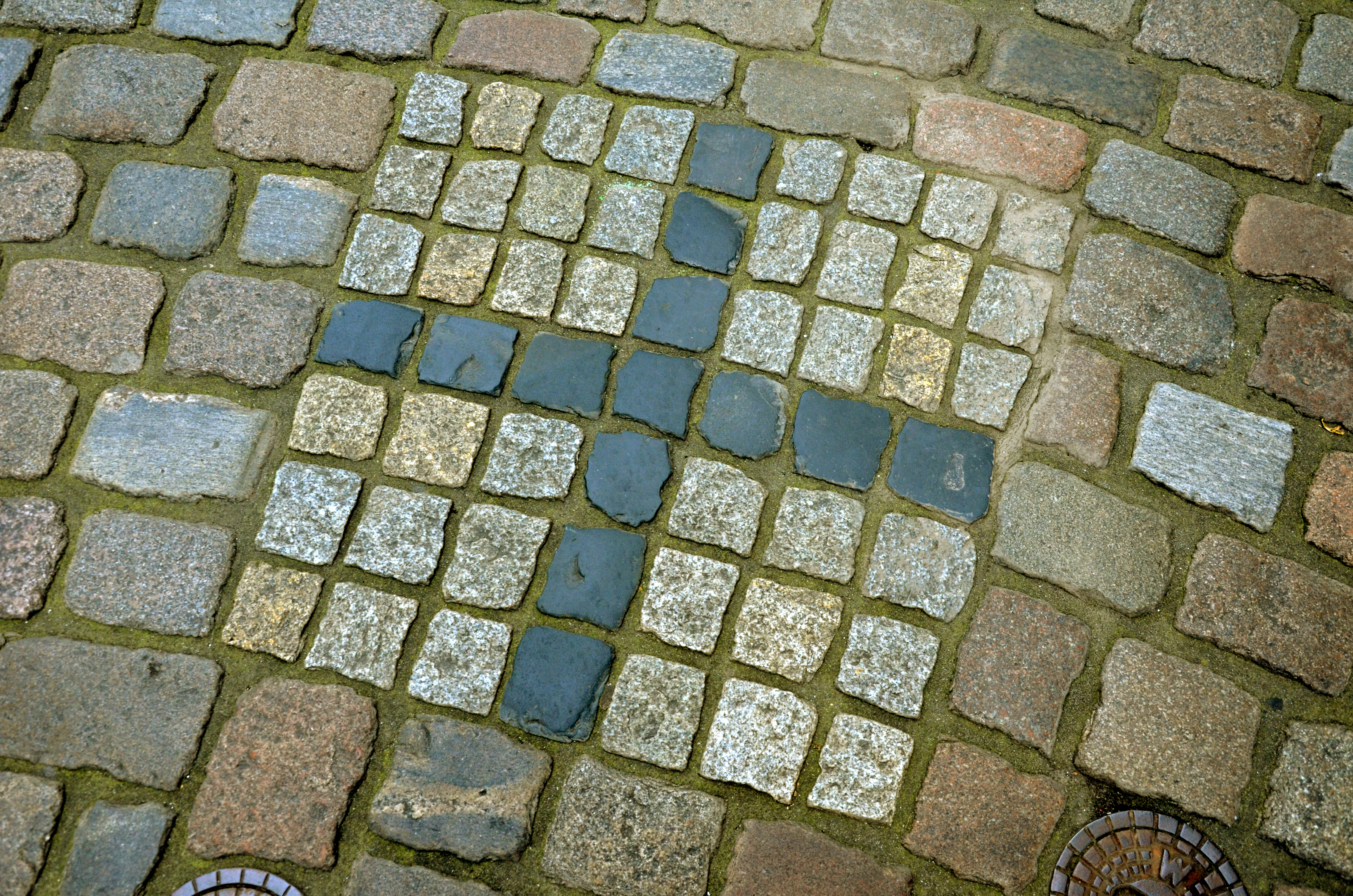
Das Kreuz im Pflaster am Hanns-Lilje-Platz vor der Marktkirche markiert den Standort für den sogenannten Vierkirchenblick

Der Vierkirchenblick in Hannover ist ein Standort vor der Marktkirche, von dem aus Besucher die vier Kirchtürme der evangelisch-lutherischen Hauptkirchen der niedersächsischen Landeshauptstadt erblicken können. Der Standpunkt am Hanns-Lilje-Platz Ecke Kramerstraße und Knochenhauerstraße wird durch ein Steinkreuz im Pflaster markiert. Von hier aus können neben dem Turm der Marktkirche aus die Türme der Aegidienkirche, der Kreuzkirche und derjenige der in der Calenberger Neustadt erbauten Neustädter Kirche erblickt werden. Das symmetrische Kreuz ist Teil eines Kreises aus verschiedenfarbigen Kopfsteinpflaster-Steinen, über den der Rote Faden hinwegführt.
Der Archivar Helmut Zimmermann schrieb 1984 von zwei Kreuzen; als „einzige Stelle der Innenstadt, von der man alle vier Kirchtürme der Alt- und Neustadt sieht. Das ältere der beiden Kreuze war eins der sieben Wahrzeichen, welche die wandernden Handwerksgesellen kennen mußten, um ihre Anwesenheit in Hannover zu beweisen“.